# Hemmingsmark

Hemmingsmark é uma localidade situada na comuna de Piteå, Bótnia Setentrional, Suécia com 398 habitantes em 2005.